# Bertram von Damm
Bertram von Damm (* um 1495 in Braunschweig; † 24. März 1542 in Braunschweig) war ein deutscher Arzt, Humanist und Dichter.

## Leben
Bertram gehörte dem seit 1267 in Braunschweig nachweisbaren Patrizier- und Stadtadelsgeschlecht von Damme an. Die Mitglieder der einflussreichen Familie waren als Gewandschneider, Fernkaufleute und Wechsler zu einem großen Vermögen gekommen. Familienmitglieder saßen von 1307 nahezu ohne Unterbrechung bis 1670 im Rat der Braunschweiger Altstadt. Er selbst war der Sohn des Bertram von Damme, eines Ratsgeschworenen in der Altstadt, und dessen Frau Margarete (geborene Huddessem) und hatte acht Geschwister. Er studierte ab dem Frühjahr 1513 Medizin in Erfurt und wurde dort 1514 Baccalaureus. In Erfurt hatte er Kontakt zu den dortigen Humanisten, insbesondere zu Helius Eobanus Hessus und Euricius Cordus. In dieser Zeit verfasste von Damm seine ersten Gedichte, so trug er auch zu einem gemeinsam verfassten Epigramm bei. Er wandte sich bereits vor 1520 der Reformation zu und lebte zwischen 1520 und 1522 überwiegend in Wittenberg, wo er sich am 1. Januar 1521 immatrikulierte.
Von Damm war ab 1523 gemeinsam mit Euricius Cordus als Stadtphysicus in Braunschweig tätig. In dieser Zeit fand in Braunschweig die lutherische Lehre, bereits ab 1521 durch Gottschalk Kruse, Verbreitung. Dabei war von Damms Bekenntnis für die Sache Luthers zurückhaltend, was vermutlich familiäre Gründe hatte. Der antilutherisch eingestellte Herzog Heinrich d. J. war bei von Damms Vater verschuldet und er fürchtete möglicherweise um die Rückzahlung. Eine aktive Rolle Bertram von Damms bei der Einführung der Reformation 1528 ist nicht überliefert.
Er unternahm im Jahr 1532 eine längere Reise, auf der er in Freiburg Erasmus von Rotterdam, den bedeutendsten Vertreter des europäischen Humanismus, besuchte. Ihm widmete von Damm ein Gedicht und stand mit ihm in Briefkontakt. In Basel traf er mit dem bedeutenden Rechtsgelehrten und Humanisten Bonifacius Amerbach zusammen. Von hier aus reiste er in die Niederlande, wo er Damião de Góis kennenlernte, dem er am 27. Juni 1533 in Antwerpen seine Bearbeitung des Briefes an Titus widmete. Er verfasste zudem ein Gedicht zu Ehren von Góis und im Anhang auch eines für den Verleger Cornelius Grapheus. In den nachfolgenden Jahren lebte von Damm in seiner Heimatstadt Braunschweig, wo er als Dichter und Philosoph zu den „herausragenden gelehrten Männern“ zählte. Als sein dichterisches Hauptwerk gilt eine Übertragung des Römerbriefes in ein lateinisches Epos. Das 1767 Verse zählende Gedicht widmete er Herzog Ernst dem Bekenner.
Da von Damm seit längerem an einer andauernden Krankheit litt, verfasste er 1541 sein letztes Testament, in dem er einen Unterhalt für seine leibliche, uneheliche Tochter festsetzte. Nach seinem Tod verfasste Johann Glandorp zwei griechische Grabinschriften für ihn.

## Werke (Auswahl)
- Gedicht zu Ehren des Erasmus von Rotterdam um 1532.
- Pauli epistola ad Titum carmine heroico B. Gravius, Löwen 1533.